# Овчаров, Пётр Сергеевич
Пётр Сергеевич Овчаров (31 декабря 1981, Ленинград) — российский пианист, педагог, композитор, сын кинорежиссёра Сергея Овчарова.
Учился в Средней специальной музыкальной школе-лицее при Санкт-Петербургской консерватории (класс педагога Л. Л. Рудовой), университете Моцартеум (класс проф. Карла-Хайнца Кеммерлинга).
Лауреат ряда фортепианных конкурсов, в т. ч. Международного конкурса Владимира Крайнева (Вторая премия, 1992), Международного Юношеского конкурса им. П. И. Чайковского (Серебряная медаль, 1997), Национального австрийского конкурса Gradus ad Parnassum (Первая премия, 2004), итальянского международного Silvio Bengalli Prize (Вторая премия, 2004) и Международного конкурса Бетховена в Вене, Австрия (Третья премия, 2005), и других.
С 1999 года жил в Австрии, с 2010 года преподавал в университете Санмён в Сеуле (кор. 상 명대학교), с 2014 года - профессор университета Ёнсе (연세대학교), одного из самых престижных высших учебных заведений в Южной Корее.
Является автором и исполнителем ряда собственных произведений, включая произведения для фортепиано, камерную музыку, симфоническую поэму " The Battle".

## Компакт-диски
- Полное собрание этюдов-картин С. Рахманинова (2003, ram)
- Полное собрание мазурок Ф. Шопена (2006, ram, 2 CD)
- Рабль, Цемлинский: трио и квартеты (Gramola Vienna 99228, 2020)
- Peter Ovtcharov. Piano Works (Davidsbündler 21 Records, 2021)